# Spoletta (filo)

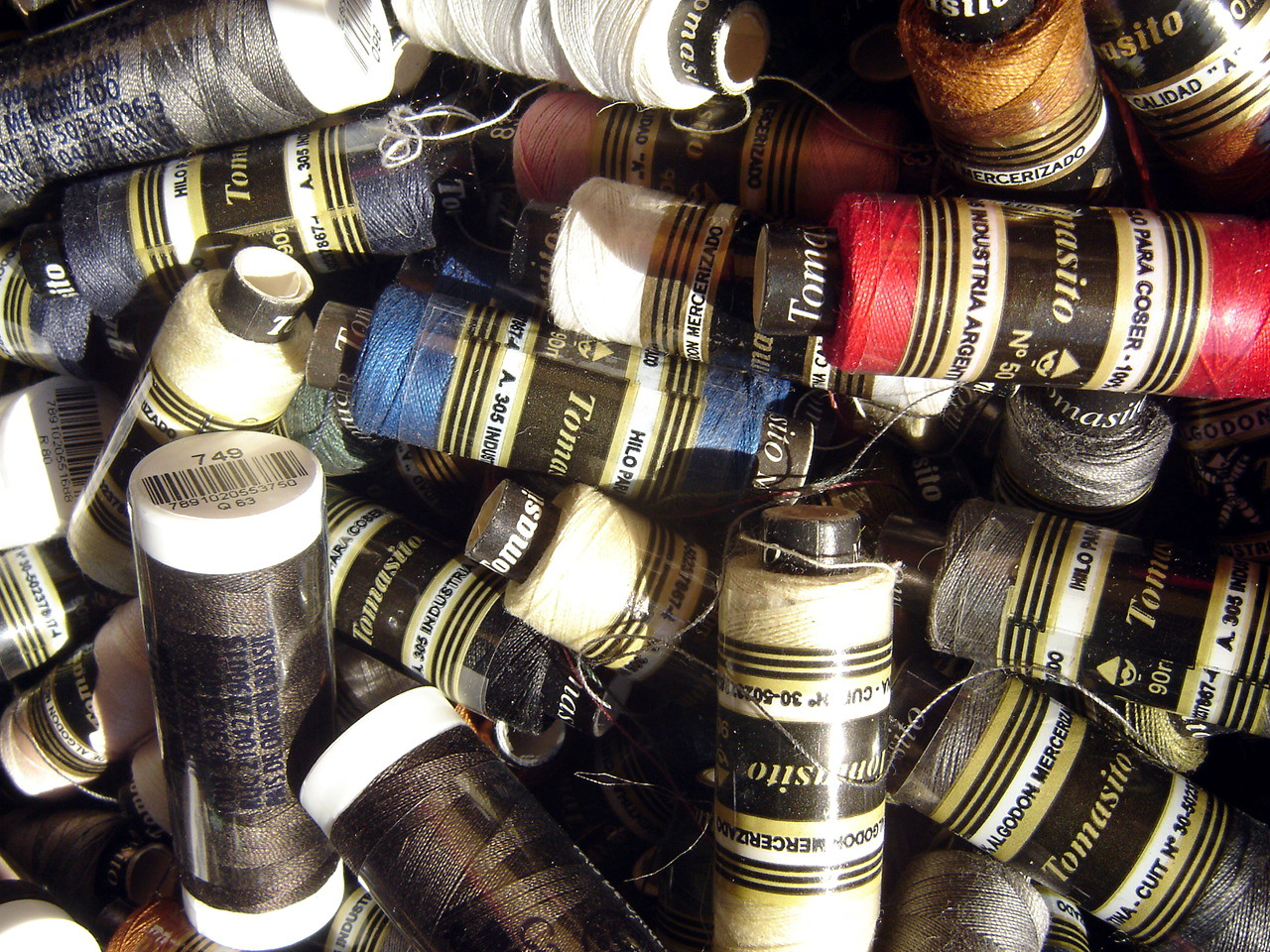
Spolette in plastica e in cartone

La spoletta o spagnoletta è un formato di stoccaggio di filo usato per il cucito. Ve ne sono di varie misure, quelle normali portano 100 m. di filo sottile, quelle grosse sono destinate alla sartoria, per l'industria si utilizzano le rocche.

## Struttura
La spoletta più semplice è costituita da un piccolo tubo, lungo da 6 a 10 cm., con il diametro di uno o poco più su cui viene avvolto, in modo ordinato, il filato. Il tubo serve ad infilarla su supporti, generalmente un'asticciola di metallo, come quello presente sopra la macchina per cucire o in certi porta spolette dove può girare agevolmente quando il filo si srotola. Nelle vecchie spolette il filo veniva distribuito sull'anima regolarmente nella parte centrale e a calare verso le estremità per evitare che nell'accumularsi verticalmente sui lati scivolasse esternamente ingarbugliandosi, questo modo di caricare il filo conferiva alla spoletta il suo aspetto classico, di cilindro con le estremità smussate da cui sporgeva il tubo dell'anima.
Il materiale tradizionale dell'anima è il cartone ma la plastica lo sta velocemente sostituendo, per quelle più recenti l'anima in plastica si sta trasformando in un rocchetto con due piccole ali laterali per contenere il filo e una cava che funge da ferma filo.